# Aéroport de Boulia
L’aéroport de Boulia (code IATA : BQL • code OACI : YBOU) est un aéroport domestique du Queensland en Australie.